# Rue de l'Évangile (nouvelle)
Rue de l'Évangile est une nouvelle de Marcel Aymé, parue dans Candide en 1937.

## Historique
Rue de l'Évangile paraît d'abord dans le journal Candide du 2 décembre 1937, puis la nouvelle est reprise en 1938 dans Derrière chez Martin, le troisième recueil de nouvelles de l'auteur.

## Résumé
Dans le quartier de la Chapelle, un pauvre Arabe du nom d'Abd el Martin rêve de s'engager dans la rue de L'Évangile.